# 土佐町町民体育館
土佐町町民体育館 （とさちょうちょうみんたいいくかん）は、高知県土佐郡土佐町にある体育館である。

## 施設
- 設備
  - 競技場755㎡　バレーボール2面　バドミントン3面　バスケット1面　卓球10台

## 基礎データ
- 所在地
  - 土佐郡土佐町田井183
- 駐車場
  - 30台
- 利用時間
  - 9:00 - 22:00
- 休館日
  - なし
- 利用料金
  - 有料・問い合わせ

## 交通
- JR四国土讃線「大杉駅」下車、車で20分